# Konik wszędobylski
Konik wszędobylski (Chorthippus albomarginatus) – euroazjatycki gatunek lub grupa blisko spokrewnionych gatunków owadów prostoskrzydłych z rodziny szarańczowatych (Acrididae). Poszczególne populacje zaliczane do tej grupy owadów są bardzo podobne morfologicznie, przez co wielu autorów wyróżniało liczne podgatunki Ch. albomarginatus (np. Bej-Bienko & Miszczenko, 1951 i Harz, 1975). Analiza budowy aparatów strydulacyjnych oraz akustycznych sygnałów godowych wydawanych przez te owady wskazuje na duże zróżnicowanie etologiczne poszczególnych populacji, przy nieznacznych różnicach morfologicznych. Badacze uważają, że jest to grupa nowych, filogenetycznie młodych gatunków.
Na bliskie pokrewieństwo wskazuje też fakt, że zaliczane do tej grupy Ch. albomarginatus i Ch. oschei mogą się ze sobą krzyżować.
Gatunek wykazywany z Polski jako Chorthippus albomarginatus jest szeroko rozprzestrzeniony, występuje na obszarze całego kraju, z wyjątkiem Sudetów Wschodnich, Kotliny Nowotarskiej i Tatr. Jest to gatunek eurytopowy. Na umiarkowanie wilgotnych, uprawianych łąkach występujący licznie.